# Nowa Demokracja (Polska)
Nowa Demokracja – polska partia polityczna oraz koło poselskie istniejące w Sejmie II kadencji.
Utworzyli je posłowie wybrani z listy Unii Pracy: Sławomir Nowakowski (który został jego przewodniczącym), Eugeniusz Januła i Jan Zaborowski. Przez pewien czas w skład koła wchodził także Zbigniew Zysk.
Na bazie koła w drugiej połowie lat 90. została powołana mała partia również pod nazwą Nowa Demokracja z Eugeniuszem Janułą na czele. Ugrupowanie przystąpiło do koalicji SLD, nie uzyskało mandatów poselskich w 1997. Ponownie zarejestrowało się w 1997, lecz wkrótce zaprzestało działalności i zostało wykreślone z ewidencji partii politycznych.